# Pirinski narodni park
Pirinski narodni park (bolgarsko Национален парк Пирин, Nacionalen park Pirin) je narodni park, ki obsega večji del Pirina v jugozahodni Bolgariji. Njegova površina je 403,56 km².  Ustanovljen je bil leta 1962 in zatem večkrat razširil. Leta 1983 je bil razglašen za del Unescove svetovne naravne dediščine. Nadmorska višina parka se giblje od 950 do 2914 m na Vihrenu, drugem najvišjem vrhu v Bolgariji in tretjem na Balkanu.
V Bolgariji sta razen Pirinskega še dva narodna parka: narodni park Rila in Narodni park Osrednji Balkan.
Park je v najjužnejšem bolgarskem okraju Blagoevgrad v občinah Bansko, Goce Delčev, Kresna, Razlog, Sandanski, Simitli in Strumjani. V parku ni nobenega naselja. 
Znotraj narodnega parka sta dva naravna rezervata: Bajuvi Dupki-Džandžirica in Julen. Prvi od njiju spada med najstarejše rezervate v Bolgariji. Ustanovljen je bil leta 1934 in je vključen v Unescovo Svetovno mrežo biosfernih rezervatov. 
Celoten park del evropske mreže zaščitenih naravnih področij Natura 2000.
Pirin slovi po 118 ledeniških jezerih. Največje in najgloblje je Popovo jezero. V parku je tudi nekaj majhnih ledenikov, med njimi Snežnika  v velikem kotlu  pod strmo severno steno Vihrena in Banski Suhodol. Ledeniki so najjužnejši ledeniki  v Evropi.
57,3% površine parka  je poraslo z  listnatim in mešanim gozdom, v katerem prevladujejo iglavci  (95 %).  Povprečna starost dreves je 85 let. V parku raste tudi najstarejša drevo v Bolgariji, Bajkušev bor  (Pinus heldreichii), ki je dobilo ime po svojem odkritelju.  Drevo je staro 1300 let in visoko 22 m. Njegov premer meri 2,2 m, obseg pa 7,8 m. Zasejalo se je približno takrat, ko je bilo ustanovljeno Prvo bolgarsko cesarstvo (leta 681). V parku živi 45 vrst sesalcev, 159 vrst ptičev, 11 vrst plazilcev, 8 vrst dvoživk in 6 vrst rib.

## Geografija

### Lega
Pirinski narodni park zajema večino gorskega masiva Pirin  v jugozahodni Bolgariji, ki je del rilsko-rodopskega gorskega masiva. Na severu ga od Rile ločuje sedlo Predel in gorski prelaz z nadmorsko višino 1140 m. Na vzhodu sega do reke Meste, vključno z dolino Razlog. Na jugu na sedlu Paril (1170 m) meji z gorskim grebenom Slavjanka in rezervata Ali Botuš, na zahodu pa sega do reke Strume. Park je celoti v okraju Blagoevgrad v občinah Bansko (36.6% ozemlja), Goce Delčev (4.9%), Kresna (14.9%), Razlog (10.2%), Sandanski (30.7%), Simitli (2.3%) in Strumjani (0.4%).

### Relief in geologija
Tektonika Pirina je rezultat predvsem predkambrijske in hercinske orogeneze in tektonskih premikov in dogodkov. Relief sodobnega Pirina se je izoblikoval v pleistocenu (pred 2.588.000 do 11.700 leti), ko  so zaradi globalnega ohlajanja gore zaledenele. Zaledenitev je potekala sočasno z enakimi dogajanji v Alpah. Meje ledenikov so dosegle višino 2200-2300 m. Vse ledeniške tvorbe v gorskem masivu so znotraj meja Pirinskega narodnega parka.
Pirinski gorski masiv se deli na tri dele: severnega, srednjega in južnega. Najvišji je severni del, v katerem so tudi vse ledeniške tvorbe in jezera. Park pokriva severni del in je razdeljen na dve področji.  Severno sestavljata strm greben Vihrena, zgrajen iz marmorja, s tremi najvišjimi vrhovi gorovja (Vihren (2914 m), Kutelo (2908 m) in Banski Suhodol (2884 m)) in greben Končeto (2810 m). Južni del tvorijo granitni grebeni s četrtim najvišjim vrhom Poležan (2851 m).  V tem delu parka je  več kot 60 vrhov  višjih od 2600 m.
Relief Pirinskega narodnega parka je alpski, zelo razdrobljen, s strmimi pobočji, ozkimi grebeni in globokimi rečnimi dolinami.   Skoraj 60% parka je višjega od 2000 m. Več kot 90% površine parka je razvrščene v kategoriji strmo (naklon 21-30°) in zelo strmo (več kot 31°).
Geološko je Pirin masivna antiklinala, ki jo tvorijo metamorfne kamnine gnajs, biotit, kristalinični skrilavci, amfibolit, kvarcit in marmor. Zaprta področje na obrobju parka so zgrajena iz paleozoiških granitoidnih kamnin. Granitoidne kamnine iz gornje krede tvorijo dva plutona: Severni Pirin in Bezbog. Centralni pirinski pluton, ki  doseže  južne robove parka, je iz gornjega oligocena. Granitoidne kamnine pokrivajo 55% ozemlja parka.

### Podnebje
Pirin leži v celinskem sredozemskem podnebnem pasu, vendar ima zaradi velike nadmorske višine alpsko podnebje. Sredozemski cikloni vplivajo na vreme predvsem v pozni jeseni in pozimi in pogosto  prinesejo veliko dežja. Azorski anticiklon ima velik vpliv predvsem poleti in povzroča suha in vroča poletja. Ključen vpliv na vreme ima relief. Pirin ima tri višinske podnebne pasove: spodnjega med 600 in 1000 m (16% skupne površine), srednjega med 1000 in 1800 m (40%) in zgornjega nad 1800 m (44%).  Temperatura z višino pada, kar je najbolj opazno poleti. V spodnjem vremenskem pasu je srednja letna temperatura okrog 9–10 °C, v srednjem 5–7 °C in v zgornjem 2–3 °C.  Najhladnejši mesec je januar s povprečno temperaturo med –5 in –2 °C. Najbolj vroč mesec je julij s povprečji 20 °C na 1600 m in 15 °C  na 2000 m.   V 75% zimskih dni je temperaturna inverzija, se pravi da temperatura z višino raste. 
Letna količina padavin je 600-700 mm v spodnjem vremenskem pasu in 1000-1200 m v zgornjih dveh pasovih. Največ padavin je pozimi in spomladi. Poletja so sušna. Avgusta je relativna vlažnost zraka 60–75%, decembra pa 80–85 %. Pozimi se količina snežnih padavin giblje od 70 do 90%, v višjih legah  pa samo sneži. Število dni s snežnim plaščem se giblje od 20–30 do 120–160. Najvišja debelina snega doseže 40-60 cm na višinah 1000-1800 m in 160-180 cm na višinah preko 1800 mm (na Vihrenu 1900 mm), v izjemnih zimah tudi 250-350 cm. Snežni plazovi so pogosti.

### Hidrologija
Ozemlje Pirinskega  narodnega parka je skoraj enko razdeljeno med porečji Strume (206,06 km² ali 51,1%) in Meste (197,50 km² ali 48,9%). Razvodnica poteka po glavnem grebenu gora v smeri severozahod-jugovzhod. Iz Pirina se v Strumo izliva deset pritokov, od katerih je največji Sandanska Bistrica. Drugih deset pritokov se izliva v Mesto. Pritoki so kratki, strmi in zelo vodnati. Tvorijo številne slapove, ki na splošno niso tako visoki kot v Rili in Stari planini (Balkan). Najvišji je Popinolaški slap, ki meri približno 12 metrov. Povprečna letna količina vode, ki izteče iz parka, je 355,6 milijonov m³, od tega v Strumo 188,5 milijonov m³ in v  Mesto 167,1 milijona m³. Količina vode na km² parka je 5,6 krat večja od bolgarskega povprečja.
V parku je 118 stalnih ledeniških jezer, ki se običajno delijo v 17 skupin, na primer Popova, Kremenska, Banderiška, Vasilaška, Hairska, Vlahinska in Tipitska jezera. Največje je Popovo jezero s površino 123.600 m², ki je hkrati četrto največje ledeniško jezero v Bolgariji. Z globino 9,5 m je najgloblje v Pirinskem narodnem parku in drugo najgloblje v Bolgariji. Najvišje ležeče jezero je Gornji Poležan na nadmorski višini 2710 m, ki je hkrati najvišje v državi.
Ostanka zadnje ledene dobe sta dva majhna ledenika. Ledenik Snežnika leži v globokem kotlu Golemija kazan pod strmo severno steno Vihrena in je najjužnejši ledenik v Evropi. Ledenik Banski Suhodol  je nekoliko večji in leži malo bolj severno pod grebenom Končeto.

## Biologija

### Ekosistemi in gozdovi
Pirinski narodni park je del rodopskih gorskih mešanih gozdov, ki spadajo med zmerne listnate in mešane gozdove. Rastlinske združbe v parku se lahko razdelijo v več skupin: združbe okrog vodnih teles, grmičaste združbe v predalpskem področju, pašnike, vključno s travniki ter srednjegorskimi in gorskimi pašniki, gozdne združbe, skalne združbe in združbe drugotnega pomena, ki so rezultat človekovega delovanja.
Gozd pokriva 231,10 km² ali 57.3% površine parka. 95% gozda je poraslega z iglavci, 5% pa z listavci.  Povprečna starost gozda je 85 let. Približno 34,3% gozda sestavljajo drevesa, starejša od 140 let. Najstarejše drevo v Bolgariji je 1300 let star  Bajkušev bor (bosanski bor, Pinus heldreichii), ki je sodobnik ustanovitve prve bolgarske države leta 681.
V parku raste 16 vrst dreves. Največ površine je porasle z ruševjem (Pinus mugo)  - 59,62 km², makedonskim borom (Pinus peuce) - 54,15 km², smreko (Picea abies) – 23,79 km², bukvo (Fagus sylvatica) – 10,98 km² in bosanskim borom (Pinus heldreichii) – 8,93 km².  Makedonski in bosanski bor v Pirinskem narodnem parku tvorita 42% oziroma 52% s tema vrstama poraslih površin v Bolgariji.

### Rastlinstvo
Rastlinstvo v parku je zaradi kombinacije južne zemljepisne širine in velike nadmorske višine zelo raznoliko. Razgiban teren ustvarja za rastline različna ekološka okolja, h katerim svoje doda še geološka sestava tal, ki je v delu parka silikatna, v drugem delu pa karbonatna. Jezera in potoki ustvarjajo pogoje, primerne za rast higrofitnih rastlinskih vrst.
Najmanj raziskan del pirinskega rastlinstva so nižje rastlinske vrste, zlasti alge s 165 vrstami, med katerimi sta dva endemita. Največja koncentracija različnih alg  je v Popovih in Kremenskih jezerih. Mahovnice, vključno z mahovi, so zastopane s 329 znanimi vrstami, lišaji pa s 367 vrstami oziroma 52% vrst, ki rastejo v Bolgariji. 209 vrst raste v iglastem gozdu in 156 na apnenčasti podlagi.
V Pirinskem narodnem parku raste 1315 višjih rastlin iz 94 družin in 484 rodov, kar predstavlja približno eno tretjino  bolgarskega rastlinstva. Rastlinstvo je v veliki meri ohranilo svoje  prvotne značilnosti. Približno polovica rastlin spada v subsredozemsko, polovica pa v cirkumborealno botanično regijo.  114 vrst je na seznamu ogroženih vrst.  V parku raste 18 endemitov, drugih 17 vrst pa raste samo v  Bolgariji. V parku domuje tudi 86 balkanskih endemnih vrst.

### Živalstvo
V Pirinsken narodnem parku živi 229 vrst vretančarje. Sesalce zastopa 45 vrst: žužkojedi  - 5, netopirji – 16, lagomorfi – 3, glodavci – 7, zveri – 9 in sodoprsti kopitarji – 4. Evropska snežna voluharica spada med relikte. Med najpogostejše  sesalce spadajo rjavi medved, volk, divja mačka, kuna zlatica, divja svinja, jelen, srnjak in gams. Mali sesalci, zlasti glodalci in netopirji, niso v celoti preučeni na celem ozemlju parka.
V parku živi 159 vrst ptičev. 91 vrst zastopajo pevci. Tri vrste spadajo med relikte -  koconogi čuk (Aegolius funereus) , belohrbti detel (Dendrocopos leucotos) in  evrazijski troprsti detel (Picoides tridactylus). Najredkejši ptiči v parku so mali klinkač (Aquila pomarina) s samo enim gnezdečim parom, mali orel (Hieraaetus pennatus) in planinski orel (Aquila chrysaetos)  z 2 do 5 gnezdečimi pari, kačar (Circaetus gallicus) z dvema paroma, sokol plenilec (Falco cherruga), sokol selec  (Falco peregrinus)  s tremi pari, divji petelin (Tetrao urogallus), gozdni jereb (Bonasa bonasia), kotorna (Alectoris graeca), kljunač (Scolopax rusticola) in golob dupljar (Columba oenas).
V parku živi 11 vrst plazilcev in 8 vrst dvoživk. Med srednjeevropske vrste spadajo navadni močerad  (Salamandra salamandra), hribski urh (Bombina variegata), evropska zelena krastača (Bufo viridis) in smokulja (Coronella austriaca), med palearktične navadna krastača (Bufo bufo), hribski urh (Bombina variegata) in navadna žaba (Rana temporaria), med evrosibirske zelena rega (Hyla arborea), navadni gad (Vipera berus), belouška (Natrix natrix) in živorodna kuščarica (Zootoca vivipara), med irano-turanške velika zelena žaba (Pelophylax ridibundus), med južnoevropske rosnica (Rana dalmatina), med evro-sredozemske navadni zelenec (Lacerta viridis), sredozemska pozidna kuščarica (Podarcis muralis) in med balkanske Erhardova pozidna kuščarica (Podarcis erhardii).
Ribe zastopa šest vrst: pisanec (Phoxinus phoxinus), rečna jegulja (Anguilla anguilla), ki je domnevno izumrla, blistavec (Telestes souffia), potočna postrv  (Salmo trutta), šarenka (Oncorhynchus mykiss) in vzhodna potočna postrv  (Salvelinus fontinalis). Na velikih nadmorskih višinah, v ledeniških jezerih, potokih in gornjih tokovih rek živi samo nekaj vrst rib. Blistavec živi samo v Kremenskih jezerih in je morda nova, še ne opisana ribja vrsta.
Med identificirane vrste nevretančarjev v Pirinskem narodnem parku spada 2019 vrst, kar je približno 40% od ocenjenih 4500  v parku živečih  vrst. Nevretenčarji so slabo raziskani, zato so ocene zelo približne. Med raziskane vrste spade 218 endemov, 176 reliktov in 294 drugih vrst.

## Rekreacija
Pirinski narodni park je priljubljena turistična destinacija. Glavno turistično informacijsko središče je v Banskem, v katerem dobijo turisti osnovne podatke o parku.  
Leta 2002 je bilo na ozemlju parka 1837 ležišč, od tega 885 v planinskih kočah, 2145 v hotelih, 124 v bungalovih in 615 v posesti različnih oddelkov državne uprave. Največja in najsodobnejša koča je Bezbog. Koča Banderica je bila zgrajena leta 1915 na ukaz carja Ferdinanda I. Bolgarskega. Večja koča je tudi na Vihrenu. 
V parku je 20 markiranih planinskih poti. Pot No. 1 je del evropske pešpoti E4 in preči park v smeri  koča Predel – koča Javorov – koča Vihren – jezero Tevno – koča Pirin – Popova planina. Najbolj izzivalna pot vodi po  grebenu Končeto na nadmorski višini okrog 2.810 m med vrhovoma Banski Suhodol (2.884 m) in Kutelo (2.908 m). Severozahodna stran Končeta je globoka 300 – 400 m in skoraj navpična, medtem ko je jugozahodna stran bolj položna (približno 30°) in globoka do 800 m. 